# 友田ジュン
友田 ジュン（ともだ ジュン、1994年〈平成6年〉11月10日 - ）は、日本の音楽家。熊本県天草市出身。DEZOLVEのキーボーディスト。

## 略歴
2014年、「クリヤ・マコトpresents アドリブコンテスト2014」にて菊地成孔賞を受賞。
2018年、所属バンドのDEZOLVEで、2月に発売のアルバム『PORTRAY』にて、キングレコードよりメジャー・デビュー。
2022年7月、元T-SQUAREのベース奏者の須藤満とドラム奏者の則竹との企画ライブで、トランペット・フリューゲルホルン奏者の藤井空(シンガーソングライターの藤井風の兄でもある)、サックス・EMI奏者のかわ島崇文とセッションを行った事がきっかけで、「4GENEXYZ」(フォージェネシズ)と結成。1994年生の友田、1984年生の藤井、1977年生のかわ島、1964年生の須藤・則竹と4世代(Four Generations)に渡るメンバー構成から名付けられた。2024年10月に『Sky, River and Friends on the Earth』をエレックレコードのジャズ・レーベルairgrooveからリリースし、アルバムデビューした。

## ディスコグラフィ

### 友田ジュン
|     | リリース日    | タイトル | 規格品番 | 収録曲 |
| --- | ------------- | -------- | -------- | --- |
| 1st | 2021年3月31日 | Daybreak | SPR-0010 | 1. Dusk (Daybreak Introduction) 2. Daybreak 3. arco iris 4. White Neon 5. And Then There were None 6. Grasslands 7. Little Black Shoes 8. アンドロメダ |

### DEZOLVE
- 『DEZOLVE』（2016年2月）
- 『SPHERE』（2017年2月）
- 『PORTRAY』（2018年2月、キングレコード）
- 『AREA』（2019年2月、キングレコード）
- 『Frontiers』（2020年2月、キングレコード）
- 『CoMOVE』（2023年2月、キングレコード）